# Shilendra Kumar Singh

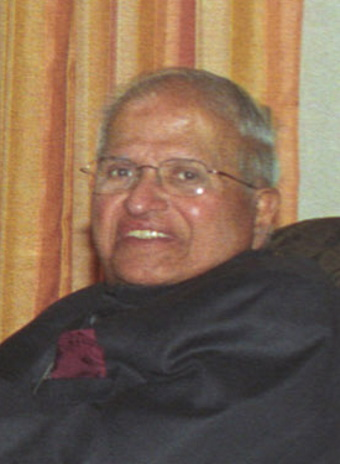
Gouverneur van Arunachal Pradesh, Shri S.K. Singh

Shilendra Kumar Singh of S.K. Singh (24 januari 1932 – Delhi, 1 december 2009) was een Indiaas diplomaat en politicus.
Singh was in 1989-1990 staatssecretaris voor buitenlandse zaken van India, nadat hij ambassadeur was geweest in Jordanië, Libanon en Cyprus (1974-1977); Oostenrijk (1982-1985) en Pakistan1985-1989). Hij was vervolgens gouverneur Arunachal Pradesh (2004-2007) en Rajasthan (2007-2009).